# 高橋英樹
高橋英樹（日语：／ Takahashi Hideki ，1944年2月10日—）是日本資深男演員與電視節目主持人，出生於千葉縣木更津市。1961年以 Nikkatsu 公司電影《高原児》出道，初期活躍於動作與時代劇領域。1970年代轉戰電視圈，以主演長壽劇《桃太郎侍》成為家喻戶曉人物。此後他橫跨電影、電視、綜藝與旁白等多領域長達數十年，為日本演藝界代表性人物之一。其女為電視主持人高橋真麻。

## 經歷
高橋英樹於1944年2月10日出生於千葉縣木更津市。他原就讀市川高等學校，後轉入日本大學藝術學部電影學科就讀，在校期間曾參加新人徵選，1961年透過日活第5期「Nikkatsu New Face」計畫以《高原児》電影出道。該片於1961年8月13日上映，是他首度登上銀幕的作品。
1960年代，高橋英樹活躍於 Nikkatsu 動作與任俠片，如《激流に生きる男》《男の紋章系列》《けんかえれじい》等，轉型成為日活的青春動作片代表角色之一。
1968年，他以 NHK 大河劇《龍馬がゆく》初登電視劇，飾演武市半平太，自此開啟長期出演時代劇的生涯，包括《國盗物語》《桃太郎侍》（1976–1981年主演超過250集）等經典作品，奠定家喻戶曉的地位。
1971年起轉為自由演員，1973年主演歷史劇《宮本武藏》，並從1976年開始主演《桃太郎侍》，該劇為當時長壽劇代表作。此後他不僅演出多部大河劇，如2003年飾柳生宗矩的《武藏 MUSASHI》與2015年出演的《花燃ゆ》，也活躍於現代劇與旅川警部系列。
1990年代後期至今，他持續出現在 NHK《Quiz 日本人之問題》（1993–2003）、朝日電視《Qさま!!》與《鐵人廚師》等節目中擔任主持或評審。
家庭方面，他於1974年與小林亜紀子結婚，兩人育有女兒高橋真麻（現為富士電視台自由身播報員），家庭穩定溫馨。

## 作品

### 電視劇[7][8]
- 1968年：《龍馬前行》
- 1973年：《國盜物語》
- 1974年：《雨傘十兵衛》
- 1976年－1981年：《桃太郎侍》
- 1982年－1985年：《遠山金四郎》
- 1987年－1995年：《三匹斬》
- 1988年－2002年：《杉崎船長系列》
- 1994年：《織田信長》
- 1998年：《影武者德川家康》
- 2000年－2022年：《十津川警部旅行推理》
- 2001年：《北條時宗》
- 2005年：《義經》
- 2008年：《篤姬》
- 2009年－2011年：《雲上的丘》
- 2011年：《飯後推理諸案件》
- 2014年：《魔法老師豐嶋》
- 2015年：《燃燒之花》
- 2016年：《阿淺來了！》
- 2025年：《新聞主播》
- 2025年：《無束之戰》

### 電影
| 年份   | 中文譯名                               |
| ------ | -------------------------------------- |
| 1961年 | 高原兒                                 |
| 1963年 | 伊豆的舞姬                             |
| 1964年 | 我們的血不可原諒                       |
| 1965年 | 刺青一代                               |
| 1966年 | 激流裡的鬥士                           |
| 1968年 | 劍客大盜                               |
| 1969年 | 海上的狂潮                             |
| 1970年 | 人與戰爭 系列                          |
| 1973年 | 宮本武藏                               |
| 1974年 | 最後的武士                             |
| 2011年 | 寶可夢電影版：黑—維克提尼與白—維克提尼 |
| 2017年 | 睡公主                                 |